# 1899 en France
Chronologie de la France
- 1895
- 1896
- 1897
- 1898
- 1899
- 1900
- 1901
- 1902
- 1903

Cette page concerne l'année 1899 du calendrier grégorien.

## Événements
- 13 janvier : début des exactions de la mission Voulet-Chanoine, qui incendie le village de Sanssané-Haoussa[1].
- 27 janvier : début du procès en diffamation intenté par Berthe Henry à Joseph Reinach[2].

- 16 février : mort du président Félix Faure[2].

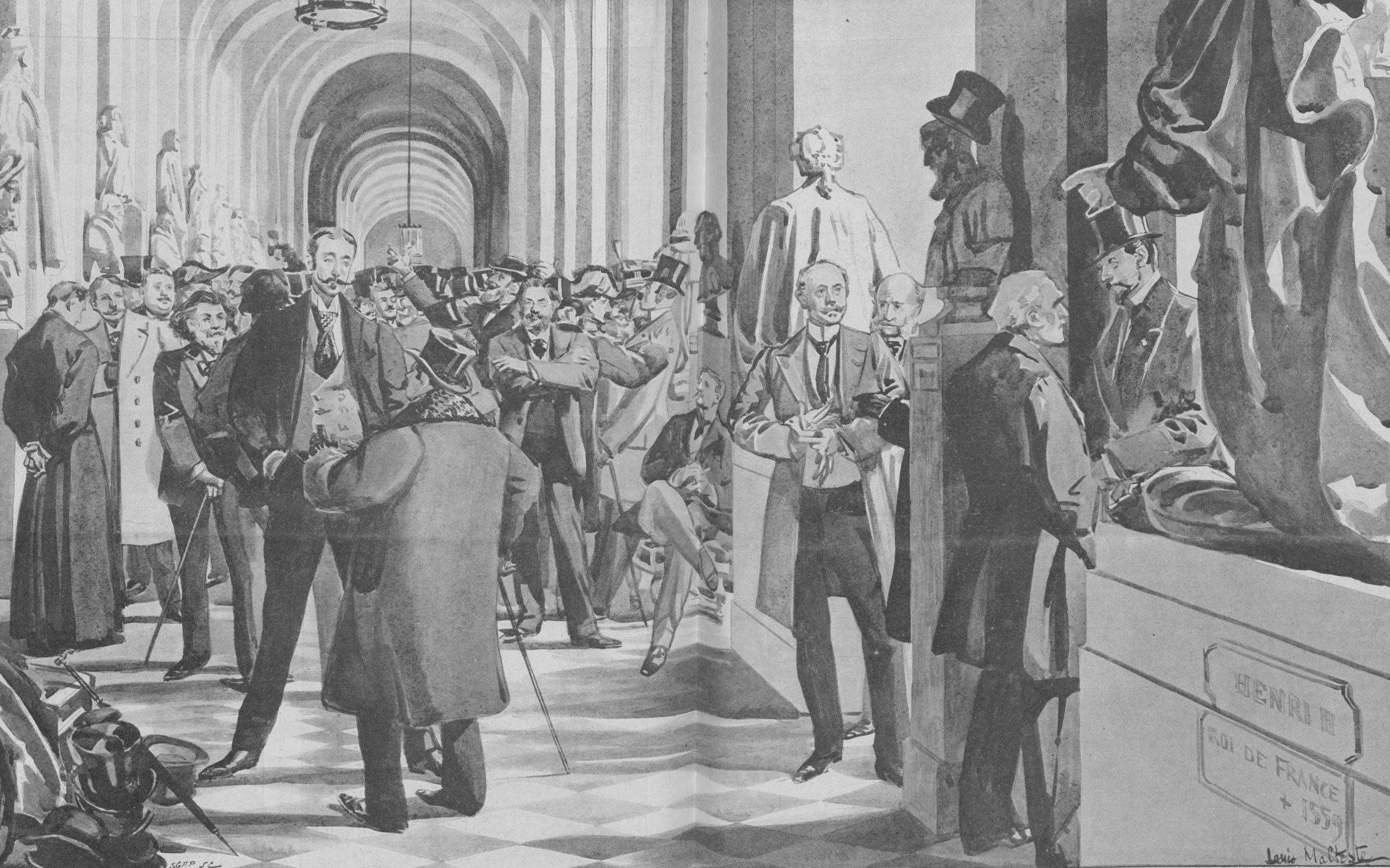
Congrès de Versailles. La galerie des bustes. Le Monde illustré, 22 février 1899.

- 18 février : élection présidentielle. Émile Loubet président de la République, succède à Félix Faure. Il est coopté par défaut par les radicaux et les socialistes, qui l’ont préféré à Jules Méline, jugé pas assez anticlérical[3]. Il passe pour l’homme de la gauche aux yeux des nationalistes. Des tracts anonymes le désignent comme « élu des Juifs »[4], car il soutient Alfred Dreyfus (fin de sa présidence en 1906). Le gouvernement de Charles Dupuy est reconduit.
- 23 février : Paul Déroulède, chef de la Ligue des patriotes, antidreyfusard, tente un coup d’État lors des funérailles de Félix Faure[5].
- 25 février : création officielle de l'entreprise Renault, constructeur d'automobiles[6].
- 28 février : décret d'application de la loi sur les accidents de travail[7].

- 10 mars : décret portant règlement relatif à la circulation des automobiles ; il institue sur tout le territoire français un « certificat de capacité pour la conduite » délivré par le préfet et impose les premières mesures de limitation de vitesse, 30 km/h en rase campagne et 20 km/h dans les agglomérations[8].
- 21 mars : accord franco-britannique signé à Londres par lord Salisbury et Paul Cambon pour la délimitation des sphères d’influences en Afrique du Nord. Les Français renoncent à toute domination sur le Nil après l’affaire de Fachoda. Le Ouadaï et le Baguirmi entrent dans la sphère d’influence française. Paris obtient de la Grande-Bretagne la reconnaissance de son autorité sur l’hinterland d’Afrique du Nord[9].

- 16 avril : la mission Voulet-Chanoine attaque Lougou, le village de la reine Sarraounia, de la tribu des Azna, près de Dogondoutchi au Niger, qui résiste[1].
- 29 avril : une voiture électrique, La Jamais contente de Camille Jenatzy, est le premier véhicule automobile à atteindre (et dépasser) la vitesse de 100 km/h, lors du concours de vitesse d'Achères[10].

- 9 mai : la mission Voulet-Chanoine prend la ville de Birni N’Konni en pays Haoussa. Une partie de la population est massacrée[1].
- 29 mai : la cour d'assises de la Seine relaxe Paul Déroulède pour sa tentative de coup d’État[11].

- 3 juin : arrêt de la Cour de cassation qui casse le procès de 1894. Dreyfus est renvoyé devant le Conseil de guerre de Rennes[5].

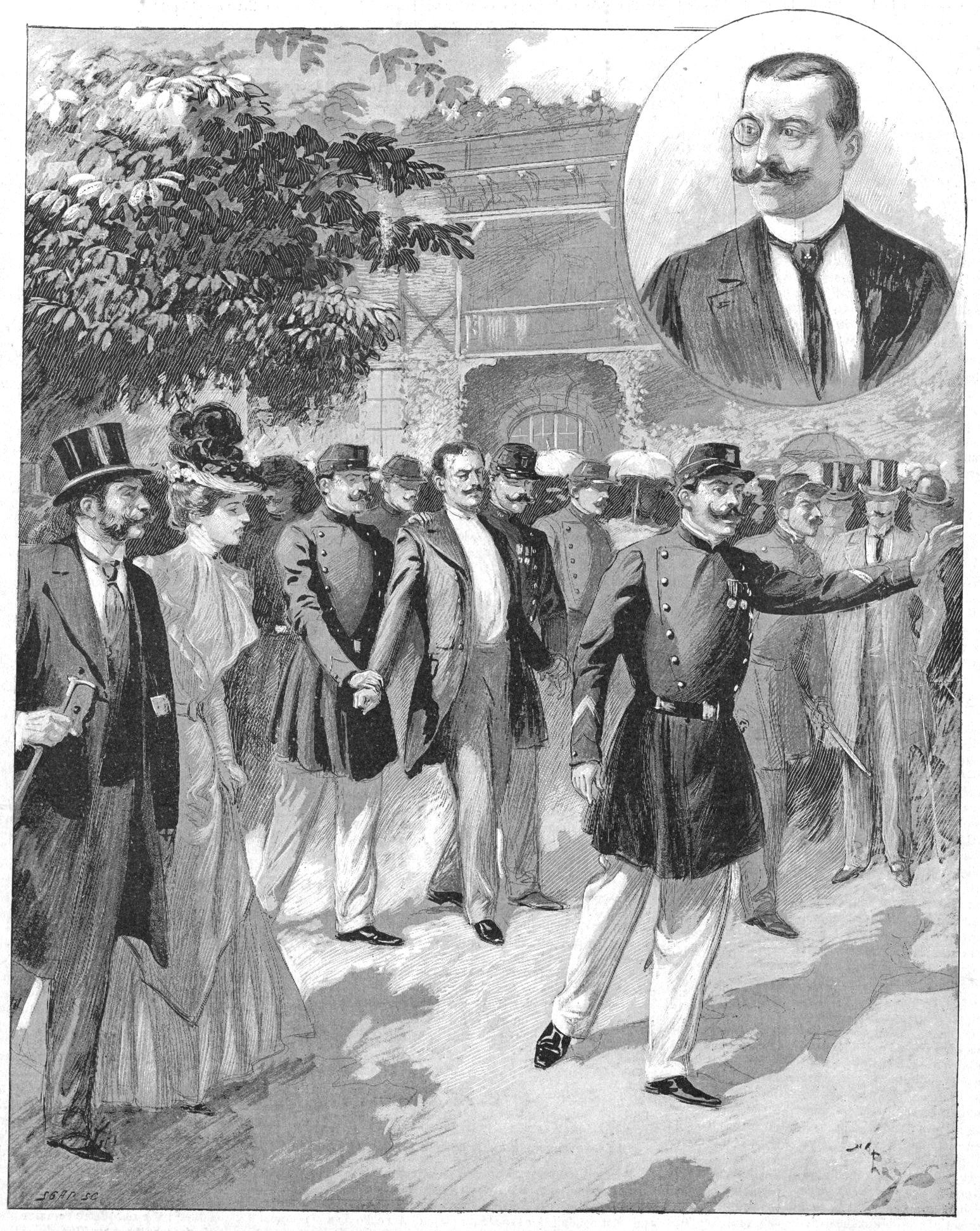
L'arrestation du baron Christiani à l'hippodrome d'Auteuil. Le Monde illustré, 10 juin 1899

- 4 juin : manifestation antidreyfusarde à l'hippodrome d'Auteuil, au cours de laquelle le Président Loubet est agressé d'un coup de canne par le baron Fernand de Christiani[5].
- 5 juin : Émile Zola revient en France[2].
- 11 juin : une contre-manifestation radicale et socialiste pour défendre Loubet est organisée à Longchamp ; les manifestants sont chargés par la police. Le lendemain, le député socialiste Édouard Vaillant interpelle le président du Conseil Charles Dupuy pour dénoncer les violences policières et le gouvernement démissionne le 12 juin[12].
- 20 juin : Henri Vaugeois fonde L’Action française qui tient sa première réunion dans la salle des Horticulteurs, rue d'Athènes[13].
- 22 juin : le radical Waldeck-Rousseau, élu par le Bloc républicain, devient président du Conseil et forme un gouvernement de défense républicaine le plus long de toute la Troisième république (fin le 7 juin 1902). Alexandre Millerand est le premier socialiste à entrer dans un gouvernement comme ministre du commerce et de l'industrie. Gaston de Galliffet, ministre de la Guerre, se charge d’épurer l'armée de ses éléments antirépublicains[14].
- 30 juin : loi sur les accidents de travail dans les exploitations agricoles[15].

- 1er juillet : retour de Dreyfus en France[2].
- 10 juillet : parution le premier bulletin bimensuel de l'Action française, bientôt rebaptisé Revue d'Action française[13].
- 14 juillet : le lieutenant-colonel Klobb, envoyé pour relever le commandement de la mission Voulet-Chanoine est tué par balle ; Voulet et Chanoine sont tués à leur tour par leurs propres hommes[1]. La mission est reprise par le capitaine Joalland et le lieutenant Meynier. Elle occupe Zinder le 31 juillet, mettant en fuite le sultan Ahmadou, puis atteint le lac Tchad le 23 octobre[16].
- 17 juillet : combat de Togbao ; au Baguirmi, Rabah détruit un petit poste laissé par Gentil sous le commandement de Bretonnet[17].
- 18 juillet : le Matin publie les aveux d'Esterhazy[18].

- 4-9 août : visite à Saint-Pétersbourg du ministre français des Affaires Étrangères Théophile Delcassé. Modification secrète de l’accord franco-russe[19]. La mobilisation sera automatique en cas de mobilisation allemande, et subordonnée à un accord préalable en cas de mobilisation autrichienne. La Russie est assurée du soutien français dans la question ottomane.
- 5 août :
  - Arthur Fontaine est promu directeur de la direction du Travail sur proposition d’Alexandre Millerand[20].
  - accident ferroviaire de Juvisy-sur-Orge[21].

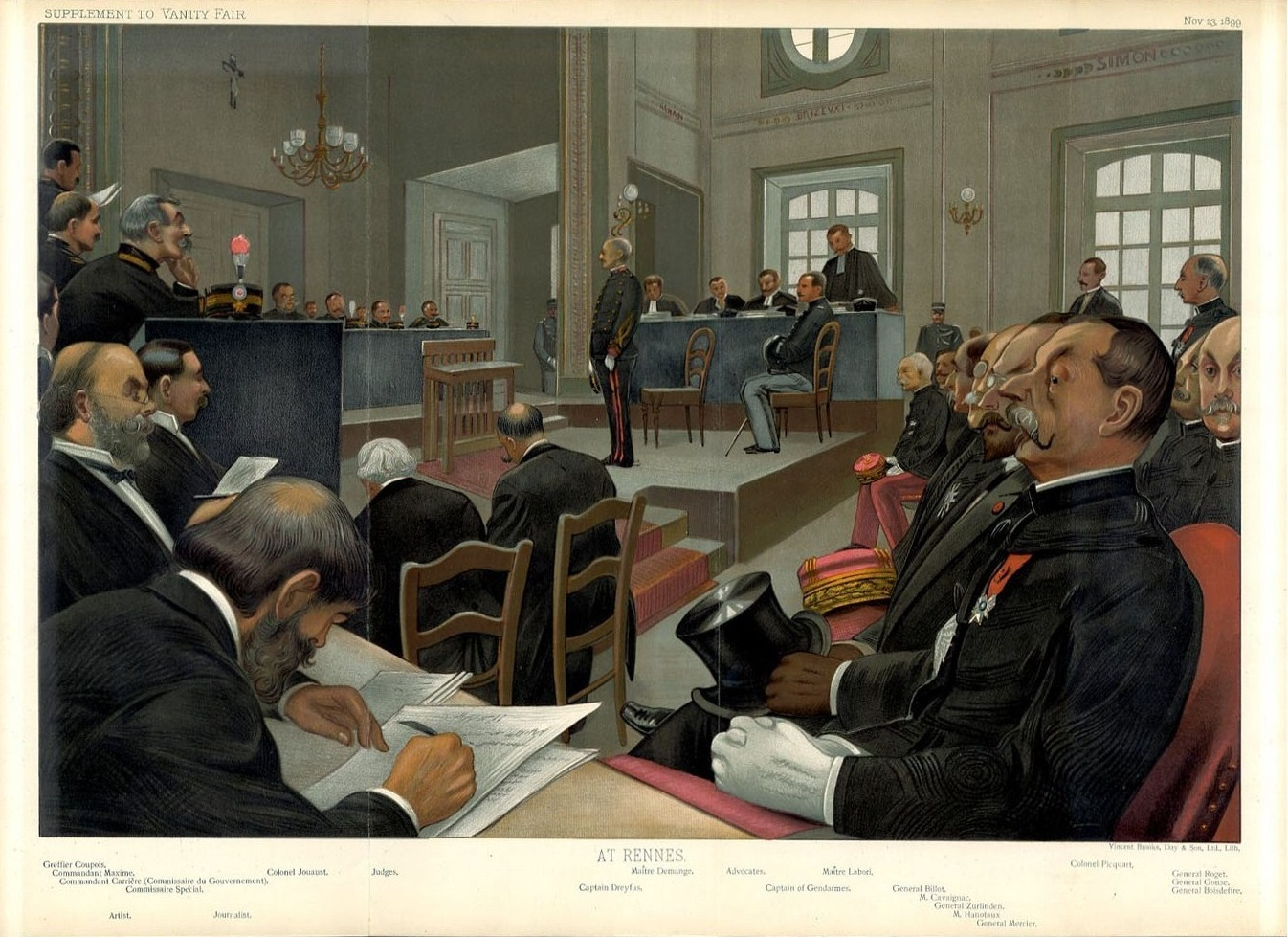
Le procès de Rennes. Vanity Fair, 1899.

- 7 août : début du second procès Dreyfus devant le Conseil de guerre au lycée de Rennes[22].
- 9 août : le général Gallieni, gouverneur général de Madagascar est promu général de division[23].
- 10 août : décrets d'Alexandre Millerand sur les conditions de travail dans les adjudications de travaux ou de fournitures pour le compte de l'État, des départements et des communes, reproduisant l'interdiction du marchandage[20].

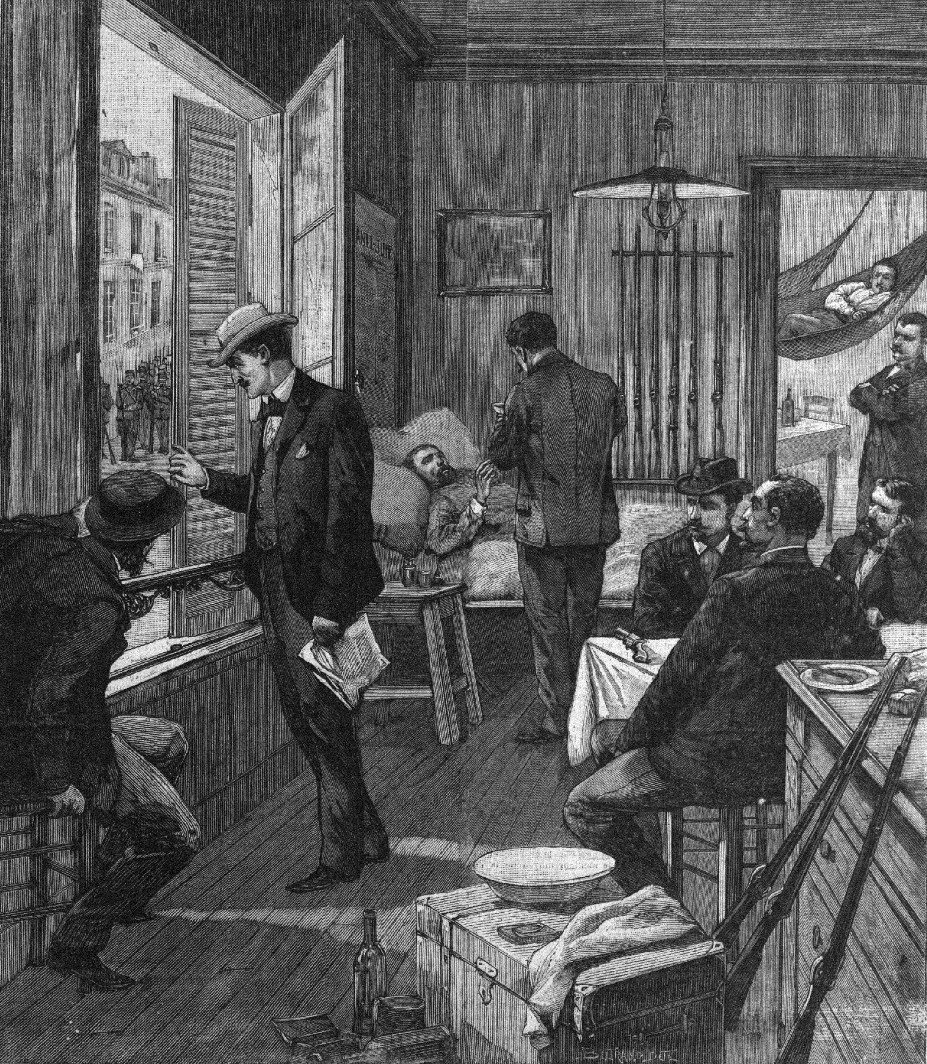
Les assiégés de la rue de Chabrol. M. Guérin et ses amis dans la chambre des armes. Le Petit Parisien, supplément littéraire illustré du 3 septembre 1899

- 12 août : arrestation de 37 leaders nationalistes dont Paul Déroulède et les dirigeants de la Ligue des patriotes[24], ainsi que les chefs des Jeunesses royalistes et de la Ligue antisémitique de France. Refusant d'obtempérer au mandat d'amener lancé contre lui, Jules Guérin, président de la Ligue antisémitique et directeur du journal hebdomadaire L'Antijuif, se retranche au « Grand Occident de France », no 51, rue de Chabrol. L'immeuble est mis en état de siège pendant 38 jours ; les insurgés se rendent le 20 septembre[25].

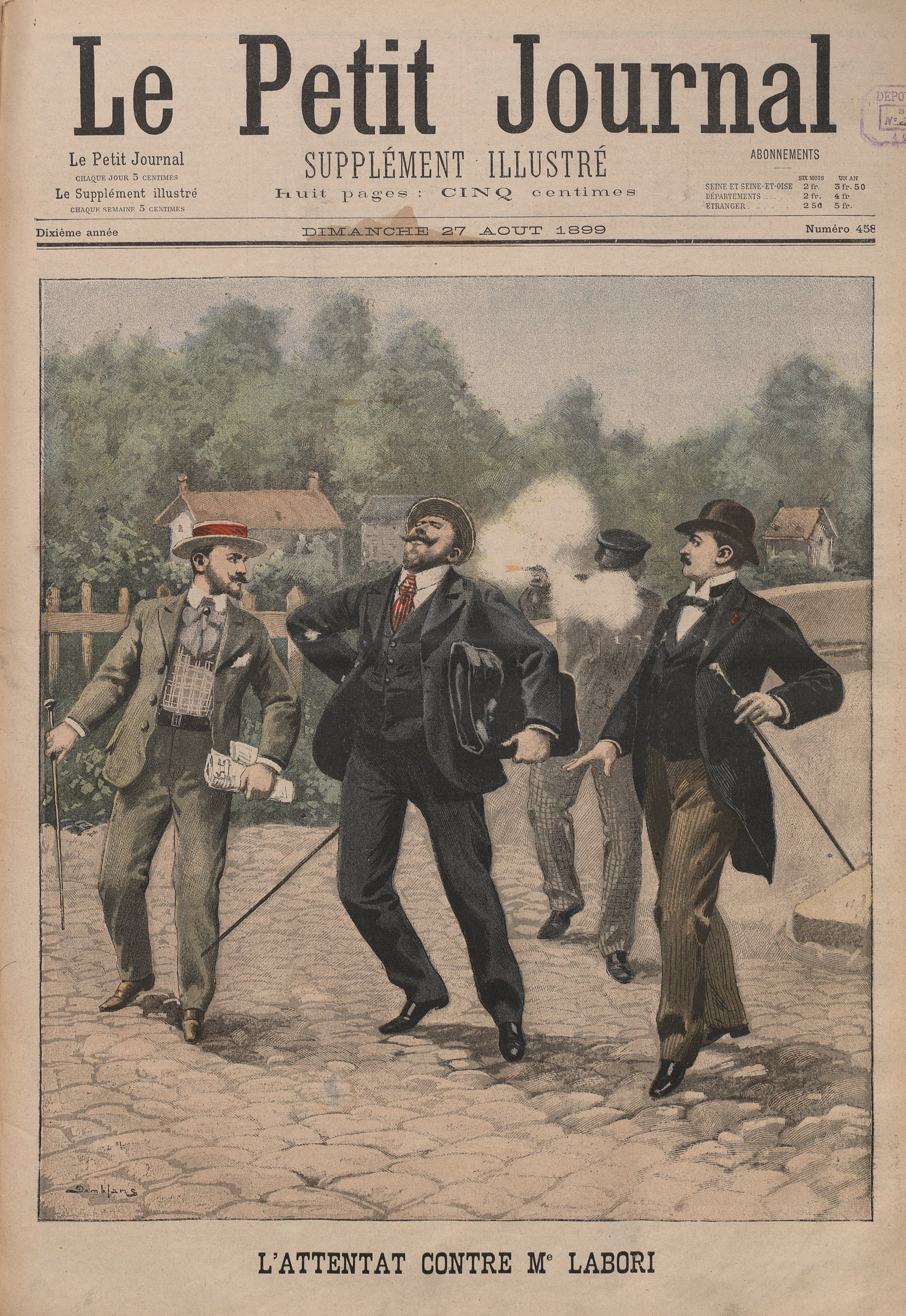
Tentative d'assassinat de Fernand Labori, première page du Petit Journal du 27 aout 1899.

- 14 août : Fernand Labori, un des avocats de Dreyfus, est blessé dans un attentat alors qu'il se rendait au lycée de Rennes, où a lieu le procès[5].
- 15 août, Tchad : Émile Gentil, apprenant le massacre de la mission Bretonnet, crée le poste de Fort-Archambault[26].

- 1er septembre : décret instaurant le paritarisme au Conseil supérieur du Travail[20].
- 9 septembre : Dreyfus est une fois de plus reconnu « coupable d'intelligence avec l'ennemi » avec circonstances atténuantes à l'issue du procès de Rennes. Il est condamné à dix ans de réclusion[5].
- 10 septembre : décret modifiant celui du 26 février 1884 sur les conseils électifs dans les Établissements français de l'Inde, qui répartit les électeurs en deux listes, l'une pour les Européens et assimilés, la seconde pour les natifs[27].
- 18 septembre : le Sénat institué en Haute Cour de justice par un décret du 4 septembre, nomme une commission d'instruction pour poursuivre Déroulède et d'autres meneurs antidreyfusards[28].
- 19 septembre : le président Émile Loubet gracie Alfred Dreyfus[5].
- 20 septembre-10 octobre : grève générale au Creusot ; Schneider rejette toutes les revendications. Le 7 octobre, Waldeck-Rousseau rend une sentence arbitrale qui permet l'introduction de délégués du personnel dans les usines du Creusot qui apaise le conflit[12].

- 17 octobre : décret qui démembre le Soudan français entre le Sénégal, la Guinée, la Côte d'Ivoire, le Dahomey et crée deux territoires militaires englobant la région de Tombouctou, de la Haute-Volta et de Zinder ; un budget spécial, dit du haut Sénégal et moyen Niger, est incorporé à celui du Sénégal pour l’administration des pays du haut Sénégal, du Sahel et du haut Niger rattachés à la colonie du Sénégal et des deux territoires militaire.William Merlaud-Ponty devient gouverneur du Haut-Sénégal-Niger (1899-1908) à Kayes[29] puis à Bamako qui devient la capitale[30].
- 27 octobre : le capitaine d’artillerie Nestor Larras, chef de la mission militaire française au Maroc, adresse une note préconisant l’occupation du Maroc par la France. Le ministre de la Guerre Gaston de Galliffet consulte le marquis de Segonzac, de retour d’une expédition géographique dans le pays, qui confirme[31]. La société des géographes d’Alger plaide en faveur de l’établissement d’un protectorat sur le Maroc. Elle démontre tous les avantages que représenterait une telle situation, notamment pour les relations commerciales, et évoque la possibilité de prolonger la voie ferrée reliant Tunis à Tlemcen jusqu’à Fès et Tanger.
- 29 octobre :
  - un combat oppose à Kouno sur le fleuve Chari les troupes de Rabah retranchées dans la ville aux Français du général Robillot[26]. La bataille est incertaine. Les troupes françaises se replient sur Fort-Archambault, tandis que Rabah évacue la ville le 8 novembre[32].
  - création d'un « syndicat des corporations ouvrières du Creusot », premier syndicat jaune, à l'initiative de l'industriel Eugène Schneider. D'autres syndicats jaunes se constituent, notamment à Montceau-les-Mines en novembre (le « syndicat n° 2 ») et à Carmaux (1903)[12].

- 2 novembre : la mission Foureau-Lamy partie d’Algérie le 23 octobre 1898 à travers le Sahara atteint Zinder, au Niger ; elle atteint le lac Tchad le 21 janvier 1900 et fait sa jonction à Debeninki dans le Kanem avec la mission Joalland-Meynier le 18 février 1900[16].

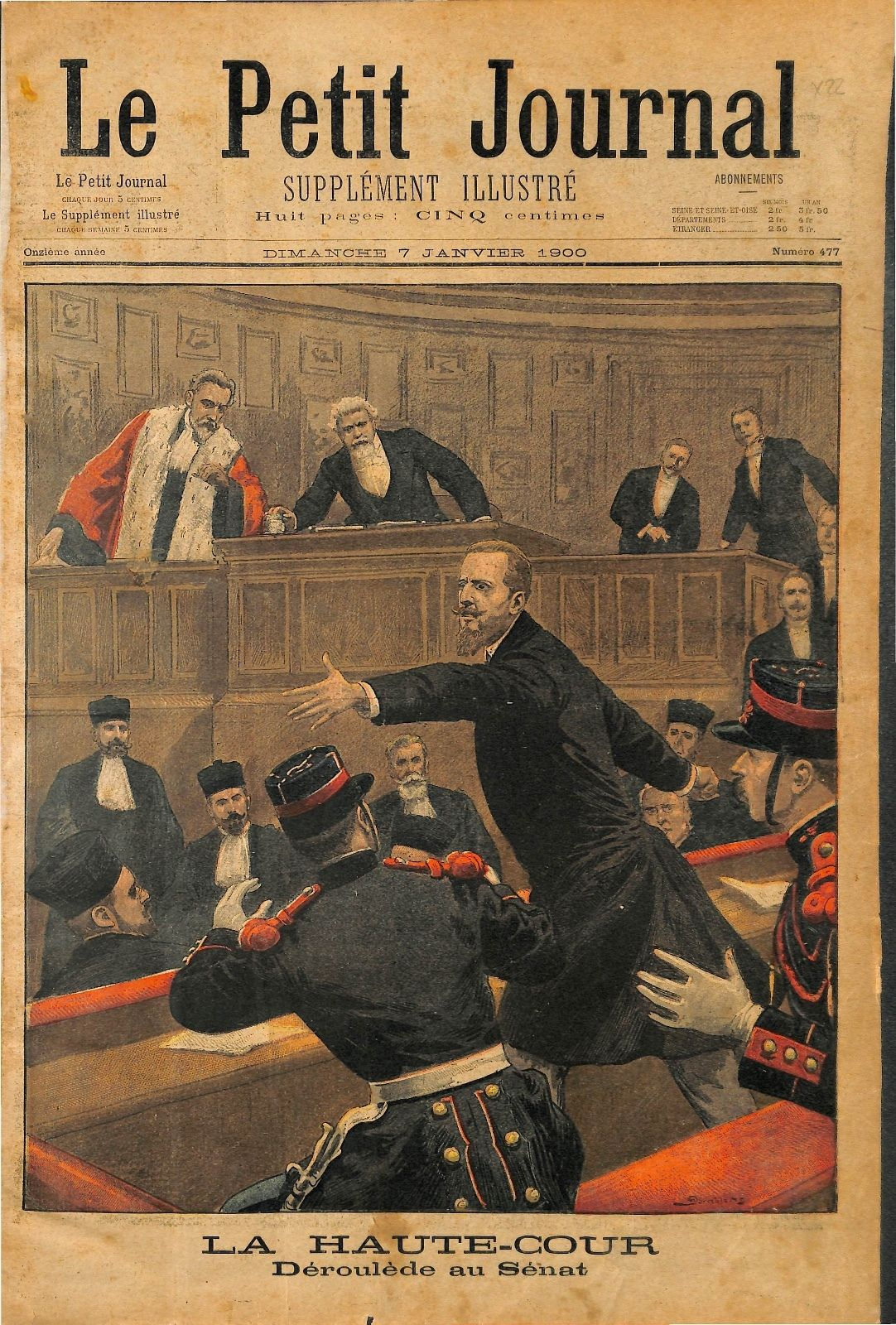
La Haute-Cour. Déroulède au Sénat le 20 décembre 1899. Le Petit Journal, supplément illustré du 7 janvier 1900.

- 9 novembre : le procès des dix-sept comploteurs nationalistes et antisémites s'ouvre devant le Sénat transformé en Haute Cour présidée par Armand Fallières (jusqu'au 4 janvier 1900)[33].
- 13 novembre : le système de l'indigénat est introduit à Madagascar, Mayotte et dépendances[34].

- 3-8 décembre : le premier congrès général des organisations socialistes françaises, qui réunit 1 452 délégués[35] envoyés par cinq organisations, aborde la question de la participation au gouvernement ; Jules Guesde est contre, Jean Jaurès pour[36].
- 28 décembre : attaque de la mission Flamand, envoyée dans le sud algérien pour y faire des études de géologie. Après avoir repoussé les agresseurs, elle prend le contrôle d’In Salah[37].

## Naissances en 1899
- 5 juillet : Marcel Achard, écrivain, acteur et dramaturge. († 4 septembre 1974)
- 27 mars : Francis Ponge, poète et écrivain. († 6 août 1988)

## Décès en 1899
- 10 juin : Ernest Chausson, compositeur. (° 20 janvier 1855)